# Алексеев, Никита Сергеевич (хоккеист)
Никита Сергеевич Алексеев (27 декабря 1981, Мурманск, СССР) — российский хоккеист, нападающий.

## Карьера
Воспитанник мурманского хоккея. Начал профессиональную карьеру в 1998 году в составе клуба Хоккейной лиги Онтарио «Эри Оттерз», который в том же году выбрал его в первом раунде под общим 5-м номером на драфте Канадской хоккейной лиги. В дебютном сезоне провёл на площадке 66 матчей, набрал 37 (18+19) очков, в следующем сезоне набрал 60 (28+32) очков в 77 играх, после чего на драфте НХЛ он был выбран в первом раунде под общим 8-м номером клубом «Тампа-Бэй Лайтнинг».
В сезоне 2000/01 стал одним из лучших бомбардиров «Эри», набрав 86 (38+48) очков в 75 проведённых матчах, после чего попал в систему «Тампа Бэй». В своём первом сезоне закрепился в основном составе, проведя 44 матча и набрав 8 (4+4) очков. В сезоне 2002/03 также попеременно выступал в составе «Тампы» и её фарм-клуба «Спрингфилд Фэлконс», в следующем году из-за серьёзной травмы плеча провёл лишь 14 матчей в АХЛ.
Перед стартом локаутного сезона продлил соглашение с «Тампа-Бэй» ещё на один год, также проведя его в составе «Спрингфилда». Летом 2005 года вернулся в Россию, подписав контракт с омским «Авангардом», в составе которого в сезоне 2005/06 набрал 9 (6+3) очков в 45 матчах, завоевав вместе с клубом серебряные медали чемпионата страны. В следующее межсезонье вернулся в «Тампу», отметившись в её составе 21 (11+10) результативным баллом в 63 играх, однако незадолго до старта плей-офф был обменян в «Чикаго Блэкхокс», в составе которого и завершил сезон 2006/07.
23 августа 2007 года Алексеев заключил однолетнее соглашение с казанским «Ак Барсом», с которым в том же сезоне стал обладателем Континентального Кубка. Перед началом дебютного сезона Континентальной хоккейной лиги руководство клуба приняло решение продлить контракт, после чего Алексеев отметился 22 (11+11) набранными очками в 75 матчах, став вместе с командой обладателем первого Кубка Гагарина. В сезоне 2009/10 результативность Алексеева по причине травмы слегка спала, клуб вновь стал сильнейшим а КХЛ, Алексеев стал автором «золотой» шайбы в седьмом матче финала против подмосковного ХК МВД.
В следующем сезоне травмы вновь помешали Алексееву провести полноценный сезон; в итоге в 42 проведённых матчах он набрал 10 (3+7) очков. Перед стартом сезона 2011/12 получил тяжёлую травму плеча, из-за которой ему потребовалась операция, в результате чего он выбыл на 6 месяцев. В итоге, так и не проведя ни одного матча в сезоне, 13 января 2012 года Алексеев был отзаявлен из состава «Ак Барса», а уже спустя два дня он подписал контракт с череповецкой «Северсталью».
24 октября 2012 года было объявлено о переходе Алексеева в московский «Спартак», однако не проведя ни одного матча, 15 ноября, снова подписал контракт с «Северсталью» до конца сезона.

## Достижения
- Серебряный призёр чемпионата России 2006.
- Обладатель Континентального Кубка 2008.
- Обладатель Кубка Гагарина (2) 2009, 2010.

## Статистика
| Легенда | Легенда                    | Легенда | Легенда                   | Легенда | Легенда    |
| ------- | -------------------------- | ------- | ------------------------- | ------- | ---------- |
| И       | Количество проведённых игр | Штр     | Штрафное время            | +/−     | Плюс-минус |
| Г       | Голы                       | П       | Голевые передачи          | О       | Очки       |
| -       | Статистика неизвестна      | —       | Статистика не учитывалась |         |            |